# Tarachidia albimargo
Tarachidia albimargo är en fjärilsart som beskrevs av Barnes och Mcdunnough 1916. Tarachidia albimargo ingår i släktet Tarachidia och familjen nattflyn. Inga underarter finns listade i Catalogue of Life.